# Annika Fríðheim Petersen
Annika Fríðheim Petersen (* 1. Juni 1999) ist eine färingische Handballspielerin, die für die färöische Nationalmannschaft aufläuft.

## Karriere

### Im Verein
Annika Fríðheim Petersen spielte anfangs für den färöischen Verein H71, mit dem sie in der Saison 2019/20 den färöischen Pokal gewann. Im Sommer 2020 wechselte sie zum isländischen Erstligisten Haukar Hafnarfjörður. Nachdem Petersen in den ersten zwölf Ligaspielen der Saison 2021/22 eine Fangquote von 34,3 % hatte, schloss sie sich im Februar 2022 dem dänischen Erstligisten Nykøbing Falster Håndboldklub an. In der Saison 2022/23 stand sie mit Nykøbing Falster Håndboldklub im Finale der EHF European League. Im Sommer 2023 schloss sie sich dem norwegischen Erstligaaufsteiger Follo HK an. Seit der Saison 2024/25 steht sie beim dänischen Erstligisten EH Aalborg unter Vertrag.

### In Auswahlmannschaften
Annika Fríðheim Petersen gehört dem Kader der färöischen Nationalmannschaft an. Bislang konnte sie sich mit der färöischen Auswahl weder für die Weltmeisterschaft noch für die Europameisterschaft qualifizieren.